# École de l'Air
La École de l'Air è una accademia d'aviazione francese, grande école d'Ingegneria istituita nel 1933, situata a Salon-de-Provence nel campus dell Base aérienne 701.

## Didattica
Si possono raggiungere i seguenti diplomi: 
- Ingénieur École de l'Air (École de l'Air Graduate ingegnere Master) ;
- MOOC di difesa aerea[2][3];
- Laurea specialistica, Master specializzati (Mastère MS Spécialisé) (in collaborazione con École nationale de l'aviation civile e Institut supérieur de l'aéronautique et de l'espace)[4].